# Barbara Bouchet

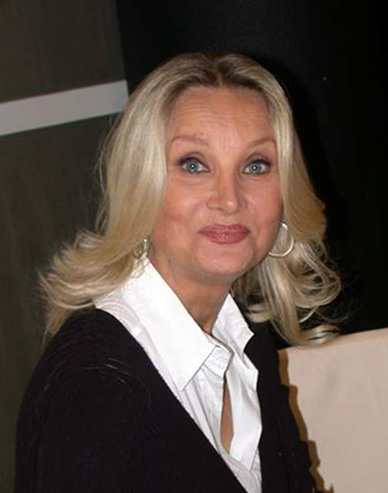
Barbara Bouchet (2006)

Barbara Bouchet (* 15. August 1943 in Reichenberg, Reichsgau Sudetenland als Barbara Gutscher) ist eine deutsche Filmschauspielerin, die hauptsächlich in Italien tätig ist.

## Leben
Bärbel Gutscher wurde 1943 in Reichenberg im Reichsgau Sudetenland geboren. Ihr Vater Fritz war Fotograf und ihre Mutter Ingrid Schauspielerin.
Ihre Familie wanderte 1956 mit ihr in die USA aus und änderte dort ihren Nachnamen in Bouchet. Sie wurde als Model auf den Titelseiten diverser Modezeitschriften bekannt, ehe sie ab 1963 zunächst im Fernsehen und dann als Filmschauspielerin auftrat. Sie erhielt 1964 einen Starlet-Vertrag bei 20th Century Fox und wurde von Otto Preminger eingesetzt.
1969 zog sie nach Italien, wo sie hauptsächlich in zahlreichen erotischen Filmkomödien Erfolge hatte. Darüber hinaus war sie immer wieder auch in großen internationalen Produktionen zu sehen. Sie spielte in über 70 Filmen, so unter anderem die Tochter von Miss Moneypenny in Casino Royale von 1967. In den frühen 1980er Jahren zog sie zurück in die Vereinigten Staaten, wo sie 2002 als Mrs. Schermerhorn in Gangs of New York zu sehen war.
1976 heiratete Barbara Bouchet den italienischen Filmproduzenten Luigi Borghese.
Ab 1985 widmete sie sich nebenbei dem Fitness-Training und brachte diverse Bücher und Videos über Aerobic und ähnliche Themen heraus, die in Italien große Verbreitung fanden. Daneben betätigte sie sich als Malerin.

## Filmografie (Auswahl)

### Kino
- 1964: Staatsaffären (A Global Affair)
- 1965: Erster Sieg (In Harm’s Way)
- 1966: Im Auftrag von H.A.R.M (Agent for H.A.R.M.)
- 1967: Ratten im Secret Service (Danger Route)
- 1967: Casino Royale
- 1969: Sweet Charity
- 1970: Priester, du sollst nicht ohne Liebe leben (Il prete sposato)
- 1971: Sein Schlachtfeld war das Bett (Le calde notti di Don Giovanni)
- 1971: Der schwarze Leib der Tarantel (La tarantola dal ventre nero)
- 1971: Die Todesflieger (Forza ‘G’)
- 1972: Das Auge des Bösen (Casa dappuntamento)
- 1972: Una cavalla tutta nuda
- 1972: Haus der tödlichen Sünden (Alla ricerca del piacere)
- 1972: Milano Kaliber 9 (Milano calibro 9)
- 1972: Quäle nie ein Kind zum Scherz (Non si sevizia un paperino)
- 1972: Finalmente… le mille e una notte
- 1972: Die rote Dame (La dama rossa uccide sette volte)
- 1972: Dein Vergnügen ist auch mein Vergnügen (Il tuo piacere è il mio)
- 1973: Der Clan der Killer (Un tipo con una faccia strana ti cerca per ucciderti)
- 1974: Die Rache des Paten (Quelli che contano)
- 1975: Ente auf Orange (L’anatra all’arancia)
- 1975: Müssen Männer schön sein? (40 gradi all’ombra del lenzuolo)
- 1976: Höllenhunde bellen zum Gebet (Con la rabbia agli occhi)
- 1976: Lollipops und heiße Höschen (Spogliamoci così senza pudor)
- 1978: Wie man seine Frau verliert und eine Freundin gewinnt (Come perdere una moglie e trovare un’amante)
- 1979: Ein total versautes Wochenende (Sabato, domenica e venerdì)
- 1980: Urlaubsreport alleinstehender Frauen (La moglie in vacanza… l’amante in città)
- 1981: Love Spaghetti Love (Spaghetti a mezzanotte)
- 1982: Diamond Connection
- 2001: Südsee ade! (Mari del sud)
- 2002: Gangs of New York
- 2015: Das Wetter in geschlossenen Räumen

### Fernsehen
- 1966: Solo für O.N.K.E.L. (The Man from U.N.C.L.E., eine Folge)
- 1967: Die Leute von der Shiloh Ranch (The Virginian, eine Folge)
- 1968: Raumschiff Enterprise (Star Trek, Folge 2×22 Stein und Staub)
- 1983: Im Wendekreis des Kreuzes (The Scarlet and the Black)